# Dacryodes microcarpa
Dacryodes microcarpa är en tvåhjärtbladig växtart som beskrevs av José Cuatrecasas. Dacryodes microcarpa ingår i släktet Dacryodes och familjen Burseraceae. Inga underarter finns listade i Catalogue of Life.